# Beibit Schümenow
Beibit Ämirchanuly Schümenow (kasachisch Бейбіт Әмірханұлы Шүменов, russisch Бейбут Амирханович Шуменов Beibut Amirchanowitsch Schumenow; * 19. August 1983 in Schymkent) ist ein kasachischer Profiboxer und ehemaliger WBA-Weltmeister im Halbschwergewicht.
Als Amateur gewann er die Goldmedaille im Halbschwergewicht bei den 22. Asian Amateur Boxing Championships 2004 auf den Philippinen und war damit für die Olympischen Spiele 2004 in Athen qualifiziert. Dort gewann er seinen ersten Kampf gegen den Polen Aleksy Kuziemski, verlor jedoch bereits seinen zweiten Kampf gegen den Türken İhsan Yıldırım Tarhan.
Schümenow wurde 2007 Profiboxer und erreichte in den folgenden zwei Jahren mehrere regionale Titel, scheiterte jedoch am 15. August 2009 am WBA-Weltmeistertitel durch Punkteniederlage an Gabriel Campillo. Im Rückkampf am 29. Januar 2010, besiegte er Campillo jedoch durch Punktesieg und wurde damit neuer WBA-Weltmeister im Halbschwergewicht. Diesen Titel verteidigte er am 23. Juli 2010 durch Punktesieg gegen Wjatscheslaw Uselkow.
Am 8. Januar 2011 sollte Schümenow gegen den WBO-Weltmeister Jürgen Brähmer in Schymkent zu einer Titelvereinigung antreten. Aufgrund einer Magendarm-Erkrankung von Brähmer wurde der Kampf jedoch vier Tage zuvor abgesagt.
Stattdessen verteidigte Schümenow seinen Titel am 8. Januar 2011 gegen den Ersatzgegner William Joppy durch K. o. in Runde 6. Am 29. Juli 2011 verteidigte er den Titel durch t.K.o. in Runde 9 gegen Danny Santiago. Nach weiteren Siegen gegen Enrique Ornelas und Tamás Kovács, verlor er am 19. April 2014 nach Punkten gegen Bernard Hopkins.